# Entraîneurs des Raptors de Toronto
Le tableau suivant est un récapitulatif des différents entraîneurs des Raptors de Toronto, au fil des saisons.  
L'entraîneur actuel des Raptors est Darko Rajaković.

## Légende
| MC | Matchs entraînés                                        |
| V  | Victoires                                               |
| D  | Défaites                                                |
| %V | Pourcentage de victoires                                |
| *  | A passé toute sa carrière d'entraîneur avec les Raptors |
|    | Élu au Hall of Fame en tant qu'entraîneur               |

## Entraîneurs
Remarque : Les statistiques sont correctes jusqu'à la fin de la saison 2024-2025.
| #  | Nom               | Période   | MC               | V                | D                | %V               | MC       | V        | D        | %V       | Récompenses                                                              |
| #  | Nom               | Période   | Saison régulière | Saison régulière | Saison régulière | Saison régulière | Playoffs | Playoffs | Playoffs | Playoffs | Récompenses                                                              |
| -- | ----------------- | --------- | ---------------- | ---------------- | ---------------- | ---------------- | -------- | -------- | -------- | -------- | ------------------------------------------------------------------------ |
| 1  | Brendan Malone    | 1995-1996 | 82               | 21               | 61               | 25,6%            | –        | –        | –        | –        |                                                                          |
| 2  | Darrell Walker    | 1996-1997 | 131              | 41               | 90               | 31,3%            | –        | –        | –        | –        |                                                                          |
| 3  | Butch Carter *    | 1997-2000 | 165              | 73               | 92               | 44,2%            | 3        | 0        | 3        | 0%       |                                                                          |
| 4  | Lenny Wilkens     | 2000-2003 | 246              | 113              | 133              | 45,9%            | 17       | 8        | 9        | 47,1%    | Fait partie du Top 15 des meilleurs entraîneurs de l'histoire de la NBA. |
| 5  | Kevin O'Neill *   | 2003-2004 | 82               | 33               | 49               | 40,2%            | –        | –        | –        | –        |                                                                          |
| 6  | Sam Mitchell      | 2004-2008 | 345              | 156              | 189              | 45,2%            | 11       | 3        | 8        | 27,3%    | Entraîneur de l'année (2007)                                             |
| 7  | Jay Triano        | 2009-2011 | 229              | 87               | 142              | 38,0%            | –        | –        | –        | –        |                                                                          |
| 8  | Dwane Casey       | 2011-2018 | 558              | 320              | 238              | 57,3%            | 51       | 21       | 30       | 41,2%    | Entraîneur de l'année (2018)                                             |
| 9  | Nick Nurse        | 2018-2023 | 390              | 227              | 163              | 58,2%            | 41       | 25       | 16       | 61,0%    | Champion NBA (2019) Entraîneur de l'année (2020)                         |
| 10 | Darko Rajaković * | 2023-     | 164              | 55               | 109              | 33,5%            | –        | –        | –        | –        |                                                                          |